# 杜明
杜明（1436年—1495年），字文昭，别號養素，河南開封府祥符縣人，民籍，明朝政治人物。進士出身。

## 生平
九月二十三日生，行二，早年出身國子生，天順六年（1462年）壬午科河南鄉試第五十五名。成化十四年（1478年）戊戌科會試第三百二十一名，殿試登進士第三甲第二百二十名。拜礼科给事中，稽查陕西边储。成化二十三年（1487年）擢通政使司右参议，弘治四年（1491年）轉左參議，五年升右通政，八年三月卒于官，年六十。

## 家族
曾祖父杜孝思。祖父杜從禮。父亲杜源，贈通政司右参议。母王氏，继母庄氏。永感下。兄杜聪、弟睿隆。娶刘氏，继娶刘氏，俱贈封宜人。子杜昌，正德戊辰進士，官监察御史，巡按山西。